# Brolo

Localització de Brolo

Brolo (sicilià Brolu) és un municipi italià, dins de la ciutat metropolitana de Messina. L'any 2005 tenia 5.646 habitants. Limita amb els municipis de Ficarra, Naso, Piraino i Sant'Angelo di Brolo.

## Administració
| Període | Identitat     | Partit        |
| ------- | ------------- | ------------- |
| 2007-   | Salvo Messina | Llista cívica |